# マンガ図書館Z
マンガ図書館Z（マンガとしょかんゼット）は、漫画の配信を行っている日本のウェブサイト。主に絶版となった日本の漫画を広告付きの電子書籍で無料で提供している。
2011年に「Jコミ」の名称で開設、2014年に「絶版マンガ図書館」への改称を経て、2015年に「マンガ図書館Z」に改称された。2024年11月26日にサイトの運営を停止した。2025年1月16日、サイト再開に向けての活動を開始しクラウドファンディングを行う予定である旨が告知された。
漫画家で参議院議員の赤松健らが率いる株式会社Jコミックテラス（英語: J-Comic Terrace Corporation）により運営されている。
青年漫画や女性漫画から、アダルト漫画やティーンズラブ、ボーイズラブまで幅広いジャンルを取り扱っている。

## 概要
作者の了解を得て広告を挿入した形で絶版作品を公開し、広告収入を作者に還元することを目的としている。仮公開時には赤松健の漫画『ラブひな』全14巻が公開された。絶版作品とは謳われているものの、単行本未収録の読み切りやそれらを独自にまとめたオリジナルの短編集の他、既に連載終了された作品の続編も公開されている。
また、他社から提供された漫画作品も公開されている。
なお、紙メディアや他版元の電子書籍で復刻が決まった作品は公開停止になった他、著作者の裁量で掲載を取り下げた作品も存在する。
これらの作品はブラウザやアプリを通じて誰でも無料で読む事ができる。ただし、成人向け作品は有料会員のみ閲覧可能で、それ以外は僅かのページしか読む事ができない。無料会員になることでオフィシャルとして登録された作品をPDFファイルとして購入、保有する事ができる。
正式公開に先立ち「Jコミを応援してくれるフェロー（仲間）」の第一期生20人の募集が行われ、最終的に20倍弱の応募倍率となったため急遽人数を増やして40人を当選とし、当選者には階級章バッジと赤松健のサイン入り仮契約カードが配られた。フェローは会費無料で、義務は特にないとされている。

## 仕組み
ZIP書庫形式ファイルとしてまとめられた書籍のJPEGファイルがJコミにアップロードされると、自動的に解凍されスタッフの確認を経てから広告を挿入してPDF形式として無料公開される仕組みである。PDFファイルは高解像度と低解像度の2種類が用意されている。2011年4月12日の正式公開以降はPDFの配信は一時中止されており、オンラインビューアーでのみの公開となっている。今後はオンラインビューアーで多く読まれた漫画上位3作品をPDF化する計画であると発表されている。読者によってクリックされた広告の収入は全額作者に還元され、会社の運営費用はウェブサイトのトップページの広告収入で賄うとしている。PDFファイルには著作権保護のプロテクトなどは組み込まれておらず自由にコピーできるが、広告を外すことは不可能となっており、「ユーザーの間で相互にコピーされることによって無限に広告が拡散する」というビジネスモデルの構築を目標としている。自前でサーバを持たずAmazon EC2を利用している。
オンラインビューアーの愛称はVersion3が『サイボーグ009』の003フランソワーズ・アルヌールに因んだ「アルヌール」、Version4が『機動戦士Ζガンダム』のフォウ・ムラサメに因んだ「ムラサメ」とされている。

## 取組み
社会問題にまで発展した、主にインターネット上で氾濫する海賊版漫画に対抗すべく、様々な取組みを行っている。
実証実験として実業之日本社と連携し、同社から出版・掲載された漫画や文芸書のデジタルデータの提供が2018年8月から2019年7月まで行われていた。実際にアップロードされ、出版社及び著作者から許諾を受けた作品の中で著作権切れの書籍に関してはパブリックドメイン作品として閲覧可能となっているものもある。
また、漫画家の活動支援の一環として、月一で対象となる作者の公開作品を一挙にまとめたものを加え、画集や作品のネームなどが加えられた限定商品や購入者による好きな作者のキャラクターを描いてもらえる権利や作者との飲み会等に参加出来る権利などの販売が行われていた他、作者描き下ろしの年賀状を販売する作者応援キャンペーンも行われていた。ヤフオク!のreU fundingを通じ、Zオフィシャル作家の作品に関連したオークションを度々開催している。

## 沿革
- 2008年1月25日 - 赤松健が株式会社Jコミが設立。
- 2010年11月26日 - Jコミが仮公開[8]。
- 2011年4月12日 - Jコミが正式公開。
- 2014年7月11日 - ウェブサイト名を絶版マンガ図書館に変更[20]。
- 2015年
  - 6月16日 - ヤフー子会社の株式会社GYAOが赤松健と共同出資で株式会社Jコミックテラスを設立してウェブサイトの運営を引き継ぐ[21]。
  - 8月3日 - ウェブサイト名をマンガ図書館Zに変更[22]。
  - 12月1日 - 電子コミックアプリ「ハートコミックス」に関わる事業をSBイノベンチャー株式会社から発展的に引き継ぐ。
- 2016年4月26日 - 電子コミックアプリ「ハートコミックス」のアップデートによりスマートフォン向け電子コミックアプリ「マンガ図書館Z」を開始[23]。
- 2018年7月10日 - 株主変更により株式会社Jコミックテラスが株式会社メディアドゥホールディングスの子会社となる。追加出資により株式会社講談社が資本参加[24]。
- 2023年5月 - 株主変更により株式会社JコミックテラスがINCLUSIVE子会社・株式会社ナンバーナインの子会社となる[25]。
- 2024年
  - 11月5日 - 公式ページにて同年11月26日をもってサイトを停止することが発表された。理由として「決済代行会社と協議したが、カード会社の判断によるものであり、当社では覆すことのできない状況だった」としている[26][27]。
  - 11月26日 - サイト停止[4][3]。公式ウェブサイトは「再始動に向け、様々な検討を行っております」[4][3]としている。
- 2025年
  - 1月16日 - サイト再開に向けての活動を開始しクラウドファンディングを行う予定である旨告知がされた[5]。
  - 2月5日 - 「『マンガ図書館Zは帰って来る！』サイト再始動プロジェクト」が、クラウドファンディングプラットフォームのMotion Galleryで開始された[28]。開始から約1日で目標金額の300万円を達成した[29]。
  - 3月26日 - マンガ図書館Zを4月25日の正午に再開することが発表された[30]。
  - 4月25日 - サービス再開された[31]。